# دانيلو غوايانو
دانيلو غوايانو هو لاعب كرة قدم برازيلي في مركز الوسط، ولد في 21 فبراير 1983 في غويانيا في البرازيل. لعب مع أوليمبياكوس فولو وسبورت ريسيفي وليفادياكوس ونادي اتلتيكو سوروكابا ونادي بونتي بريتا ونادي ريفر تيريزينا ونادي زيتا غلوبوفاك ونادي شهرداري تبريز ونادي مس رفسنجان.

## وصلات خارجية
- دانيلو غوايانو على موقع قاعدة بيانات كرة القدم.إي يو (الإنجليزية)